# Berlín Occidental
Berlín Occidental o Berlín Oeste (en alemán: West-Berlin o Westberlin) era un enclave dentro del territorio de la República Democrática Alemana (RDA) administrado formalmente por las fuerzas de ocupación aliadas entre el 23 de mayo de 1949 y el 3 de octubre de 1990. De facto, el enclave era administrado por la Cámara de Diputados de Berlín (Berlíner Abgeordnetenhaus) y pertenecía al espacio económico de la República Federal Alemana (RFA). Este territorio estaba subdivido en tres sectores de ocupación: el estadounidense, el británico y el francés. Estas tres potencias ejercieron la soberanía territorial.
Aunque estuvo económicamente integrado en la RFA, legalmente no formaba parte de la misma. Mientras el sector soviético, Berlín Este, se convirtió en la capital de la RDA, Berlin Occidental mantuvo su condición de status aparte. Los aliados no reconocieron la integración de Berlin Oriental en la RDA debido a que toda la ciudad legalmente estaba ocupada bajo cuatro sectores de ocupación desde junio de 1945. La construcción del muro de Berlín por el gobierno de la RDA el 13 de agosto de 1961 selló la frontera de Berlín Occidental, territorio que desde la Segunda Guerra Mundial hasta 1990 estuvo rodeado por Berlín Oriental y la RDA.

## Antecedentes

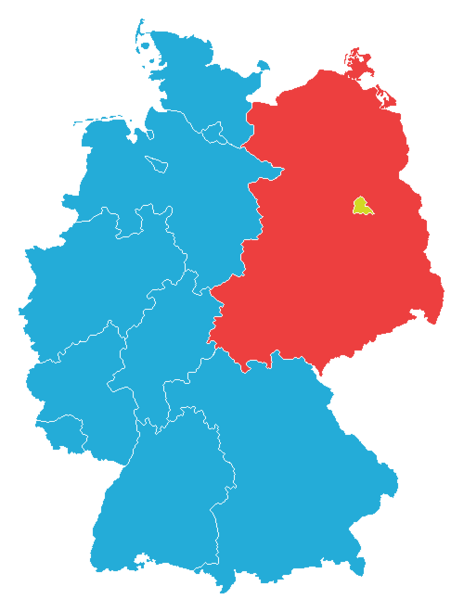
Ubicación de Berlín dentro de la RDA, siendo Berlín Oriental su capital. Mapa de la división alemana tras 1947.
Alemania Occidental
Alemania Oriental (incluido Berlín Este)
Berlín Occidental

Mapa de Berlín Oeste y el Este, los cruces fronterizos, las redes de metro (en el mapa interactivo)

Las decisiones tomadas en la conferencia de Yalta establecieron el marco legal para la ocupación de Alemania tras el final de la Segunda Guerra Mundial. De acuerdo con el tratado, Alemania estaría bajo la soberanía de las cuatro potencias aliadas; Estados Unidos, el Reino Unido, Francia y la Unión Soviética, hasta que existiera un gobierno en este país. 
Entre el 24 de junio de 1948 y el 12 de mayo de 1949, los soviéticos trataron de presionar a los aliados occidentales mediante un bloqueo (obstruyeron las carreteras, las vías de tren y los canales), pero el Acuerdo de Potsdam y un tratado complementario firmado el 30 de noviembre de 1945 garantizaban explícitamente tres corredores aéreos de 20 millas, que se utilizaron para reabastecer al sector occidental de Berlín (nótese que los accesos terrestres no estaban explícitamente garantizados en ningún acuerdo). Esto se conoció como el Puente Aéreo de Berlín. 
El 23 de mayo de 1949 y el 7 de octubre de 1949 se crearon dos nuevos estados, la República Federal Alemana (RFA) y la República Democrática Alemana (RDA), pero Berlín Occidental no estaba incluido en ninguno de ellos.

## Estatus legal
Aunque Berlín Occidental estaba integrado en el espacio económico de la República Federal Alemana, no formaba parte oficialmente de ésta, no era oficialmente un Estado federado ni parte de alguno de los estados federados de Alemania. Así, no tenía derecho a representación en el Bundestag ni en la administración de la RFA. Por su política de ocupación, la constitución alemana (Grundgesetz) era de aplicación limitada en Berlín Occidental. La soberanía y el control aéreo estaba en manos de los tres aliados occidentales (en virtud del acuerdo de Potsdam y un tratado complementario firmado el 30 de noviembre de 1945) y, en consecuencia, sólo podían volar desde y hacia Berlín Occidental aviones con bandera de Estados Unidos, Reino Unido o Francia (nótese que esto excluía a líneas aéreas de la RFA como Lufthansa). 
Sin embargo, oficiosamente, se trataba a Berlín Occidental como el undécimo estado de la RFA y se representaba en los mapas como parte de este país. La gran mayoría de sus ciudadanos tenía nacionalidad alemana (legada exclusivamente bajo el principio ius sanguinis) y el derecho a voto en el Cámara de Diputados de Berlín estaba ligado a esta ciudadanía. Existía libertad de movimiento entre Berlín Occidental y la RFA y desde 1971 estaba regulado el tránsito por determinadas carreteras de la RDA. Las autoridades de Berlín Occidental aplicaban las leyes de inmigración de la RFA (y gran parte de las leyes federales), aunque requerían de promulgación ad hoc por la Cámara de Diputados. Los visados que la RFA expedía a los visitantes eran «válidos para ingresar a la República Federal Alemana, incluyendo Berlín (Oeste)», pero la RDA nunca los reconoció para Berlín oriental.
Berlín Oeste estuvo gobernada por un Regierender Bürgermeister, pero el gobierno en la ciudad derivó en la autoridad de los tres aliados occidentales. La sede del parlamento y del gobierno de Berlín radicó en Rathaus Schöneberg. En Berlín Oeste, los berlineses votaron a dos parlamentos: entre 1946 y 1950 a la Berliner Stadtverordnetenversammlung, y desde 1950 a la Cámara de Diputados de Berlín. Aunque no tenían derecho a elegir representantes en el Bundestag de la RFA en Bonn, la Cámara de Diputados elegía veinte delegados con derecho a voz (pero no derecho a voto) en el primero. De manera similar, el gobierno de Berlín Occidental enviaba cuatros delegados (igualmente con derecho a voz, pero sin derecho a voto) para que representaran a Berlín Oeste en el Bundesrat.
Aunque gran parte de ellos eran ciudadanos de la RFA, los ciudadanos de Berlín Occidental estaban exonerados del servicio militar obligatorio en el Ejército Federal de Alemania Federal, lo que hizo que muchos jóvenes, especialmente a finales de la década de los sesenta, fueran a vivir allí. Berlín Oeste tenía también una administración postal propia (Servicio Federal Postal de Berlín (Oeste)) que emitió sus propios sellos de correos hasta 1990. Esta administración estaba separada del Servicio Federal Postal de Alemania (Occidental).

## Transportes
Paradójicamente, los servicios de S-Bahn de Berlín oeste (trenes de cercanías) eran operados por la compañía Deutsche Reichsbahn (DR) de la RDA, que operaba todos los ferrocarriles de Berlín. Los autobuses, metros y tranvías eran operados por el ayuntamiento de Berlín Occidental (Berliner Verkehrsbetriebe, BVG).
Los berlineses occidentales boicotearon el servicio de S-Bahn, lo que provocó el cierre de líneas y un bajo número de pasajeros. Nuevas líneas de metro y rutas de autobús sustituyeron a los servicios de S-Bahn. En 1984, el resto del servicio de S-Bahn fue absorbido por la compañía de transportes de Berlín Occidental (BVG). Después de la reunificación, la mayoría de las líneas del S-Bahn que habían sido cerradas fueron reabiertas, aunque hay excepciones (líneas a Gartenfeld, Staaken, Falkensee, Stahnsdorf y Düppel).
Debido a la complicada frontera, había líneas de metro y S-Bahn, que corrían entre Berlín Oriental y Occidental. Después del 13 de agosto de 1961, la mayoría de las rutas se cortaron en la frontera; sin embargo, dos líneas de metro (hoy U6 y U8) y una de S-Bahn (hoy S1, S2, S25, S26) corrían de Berlín Occidental a Berlín Occidental, con solo un corto tramo en Berlín Oriental. En estas líneas, los trenes solo estaban abiertos para los berlineses occidentales y no paraban en Berlín Oriental. Las estaciones de Berlín Oriental estaban fuertemente custodiadas por soldados y se las conocía como «estación fantasma». En Friedrichstraße de Berlín Oriental, tres líneas de Berlín Occidental se cruzaban (U6, el túnel norte-sur y la Stadtbahn), por lo que los berlineses occidentales podían cambiar de tren allí, a pesar de estar en Berlín Oriental. También había un paso fronterizo allí. Tras la caída del muro, la estación de Jannowitzbrücke de la línea U8 se convirtió en la primera en reabrir el 11 de noviembre de 1989. En la estación de S-Bahn de Nordbahnhof se puede encontrar una exposición sobre las estaciones fantasma.
El 2 de octubre de 1967, la última ruta de tranvía en Berlín Occidental (número 55 entre Spandau y el zoológico) fue cerrada. Berlín Oriental no cerró su sistema de tranvías. Solo en 1995, después de la reunificación de la ciudad, los tranvías volvieron a Berlín Occidental. Y aún hoy, la mayor parte del sistema de tranvías de Berlín solo funciona en la antigua Berlín Oriental.

## División administrativa
La ciudad de Berlín se organizaba administrativamente en veinte distritos; doce de los cuales pertenecían a Berlín Occidental y, en un principio, se encontraban agrupados en tres sectores de ocupación: 

### Sector estadounidense

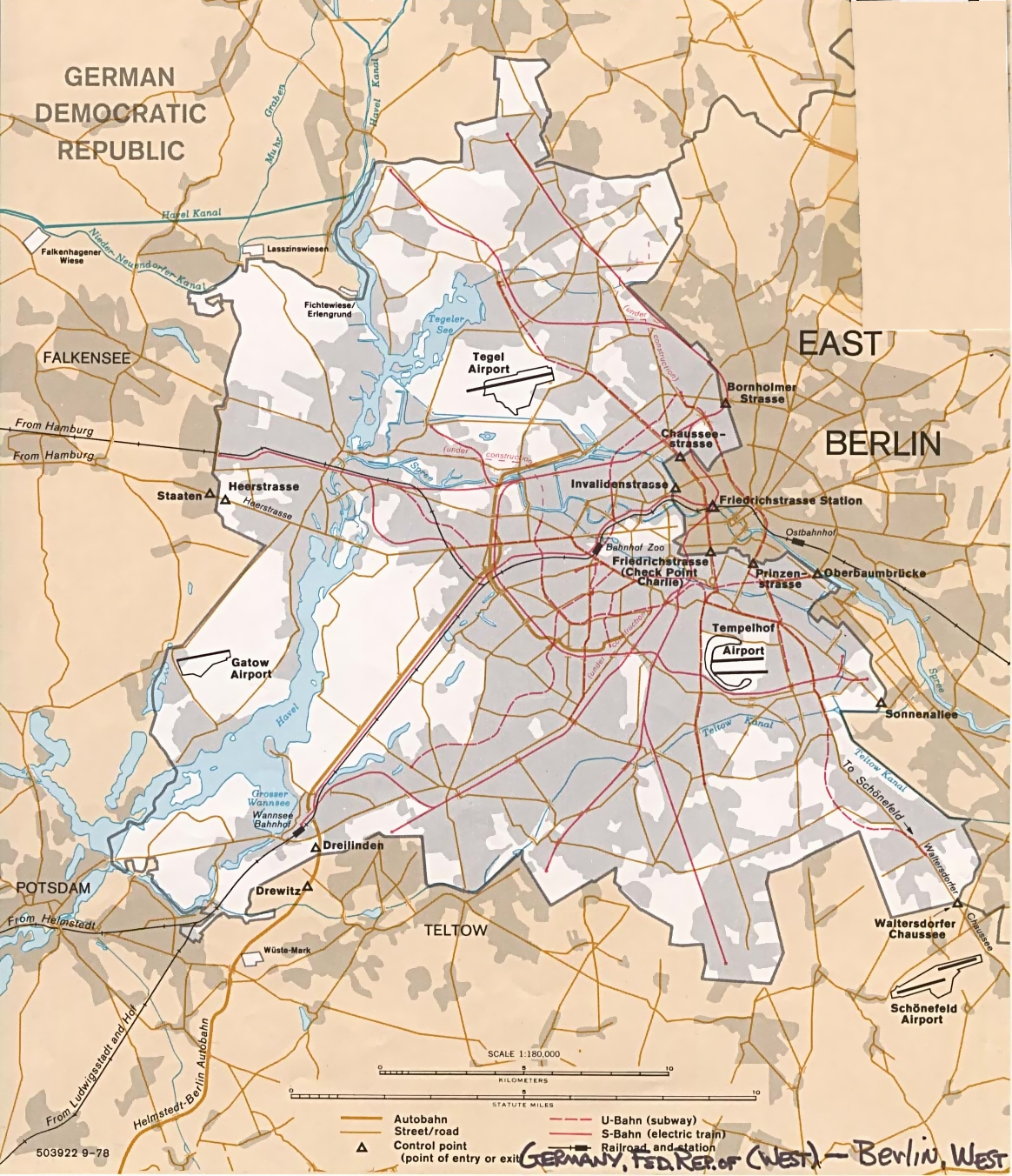
Mapa de Berlín Occidental en 1978.

El sector estadounidense de Berlín constaba de seis distritos:
- Neukölln
- Kreuzberg
- Schöneberg
- Steglitz
- Tempelhof
- Zehlendorf

### Sector británico
El sector británico de Berlín constaba de cuatro distritos:
- Charlottenburg
- Tiergarten
- Wilmersdorf
- Spandau

### Sector francés
El sector francés de Berlín constaba de dos distritos:
- Reinickendorf
- Wedding